# Шербро (остров)
Шербро (англ. Sherbro Island) — крупный остров в Атлантическом океане. Расположен у побережья Сьерра-Леоне в Западной Африке, в эстуарии рек Сева (Киттам), Джонг (Тая) и Багру (Гбангба), к западу от города Матру. Отделён от материка проливом Шербро. Административно относится к округу Бонте Южной провинции. На восточной оконечности острова расположен крупнейший город, порт и торговый центр округа — Бонте.
Длина острова 51 км, ширина до 24 км. Площадь около 600 км². Западная оконечность острова — мыс Сент-Анн. У западной оконечности расположены острова Тертл.
Остров является исторической территорией народа буллом (шербро), который говорит на языке шербро. В настоящее время народ большей частью проживает в округе Моямба.